# Haile Gebrselassie
Haile Gebrselassie (Asella, Etiópia, 1973. április 18. –) etióp középtáv-, hosszútáv- és utcai futó atléta. Kétszeres olimpiai és négyszeres világbajnok sportoló. Négyszer győzött egymás után a berlini (2006, 2007, 2008, 2009), háromszor a dubai (2008, 2009, 2010) maratonon. Négyszer győzött fedett pályás atlétikai világbajnokságokon, 2001-ben világbajnok félmaratonon. Gebrselassie az 1500 méteres síkfutástól a maratoni futásig diadalmaskodott rangos szabadtéri, fedett pályás és országúti versenyeken.
61 etióp nemzeti rekordot döntött meg a 800 méteres és a maratoni futás közé eső különböző távokon, 27 világcsúcsot állított fel, sokan a valaha élt egyik legnagyobb hosszútávfutónak tartják. 2008 szeptemberében, 35 évesen új világcsúcsot futva megnyerte a Berlin maratont 2:03:59-es idővel, 27 másodpercet javítva előző világcsúcsán.

## Fordítás
- Ez a szócikk részben vagy egészben  a   Haile Gebresalassie című angol Wikipédia-szócikk ezen változatának fordításán alapul.  Az eredeti cikk szerkesztőit annak laptörténete sorolja fel. Ez a jelzés csupán a megfogalmazás eredetét és a szerzői jogokat jelzi, nem szolgál a cikkben szereplő információk forrásmegjelöléseként.